# 91식 공대함 미사일
91식 공대함 미사일(ASM-1C)는 일본에서 개발된 대함 미사일이다.
ASM-1C는 SSM-1의 변형이다. 주 발진 플랫폼은 P-3 오라이온과 가와사키 P-1이다.